# Piua-Petrii
Piua-Petrii este o fostă comună din județul Ialomița, dispărută în a doua jumătate a secolului XX (inundațiile din primăvara anului 1970), formată pe ruinele fostului Târg de Floci, în apropierea confluenței râului Ialomița (pe un curs vechi al râului, azi secat și numit Ialomița Veche) cu Dunărea. Ca și în cazul orașului Floci, existența durabilă a așezării umane a fost împiedicată de frecvența inundațiilor produse de revărsarea Ialomiței și a Dunării. Marea majoritate a locuitorilor acestei comune a fost mutată în orașul Țăndărei, unde a fost creat un cartier nou. Pe vechea vatră a localității se mai află în prezent biserica și ruinele vechii cetăți. De remarcat că Târgu de Floci a fost multă vreme cea mai importantă localitate din zonă. Voievodul Mihai Viteazul s-a născut în Târgu de Floci. 
Localitățile cele mai apropiate de locația fostei comune sunt Gura Ialomiței și Giurgeni.

## Galerie de imagini

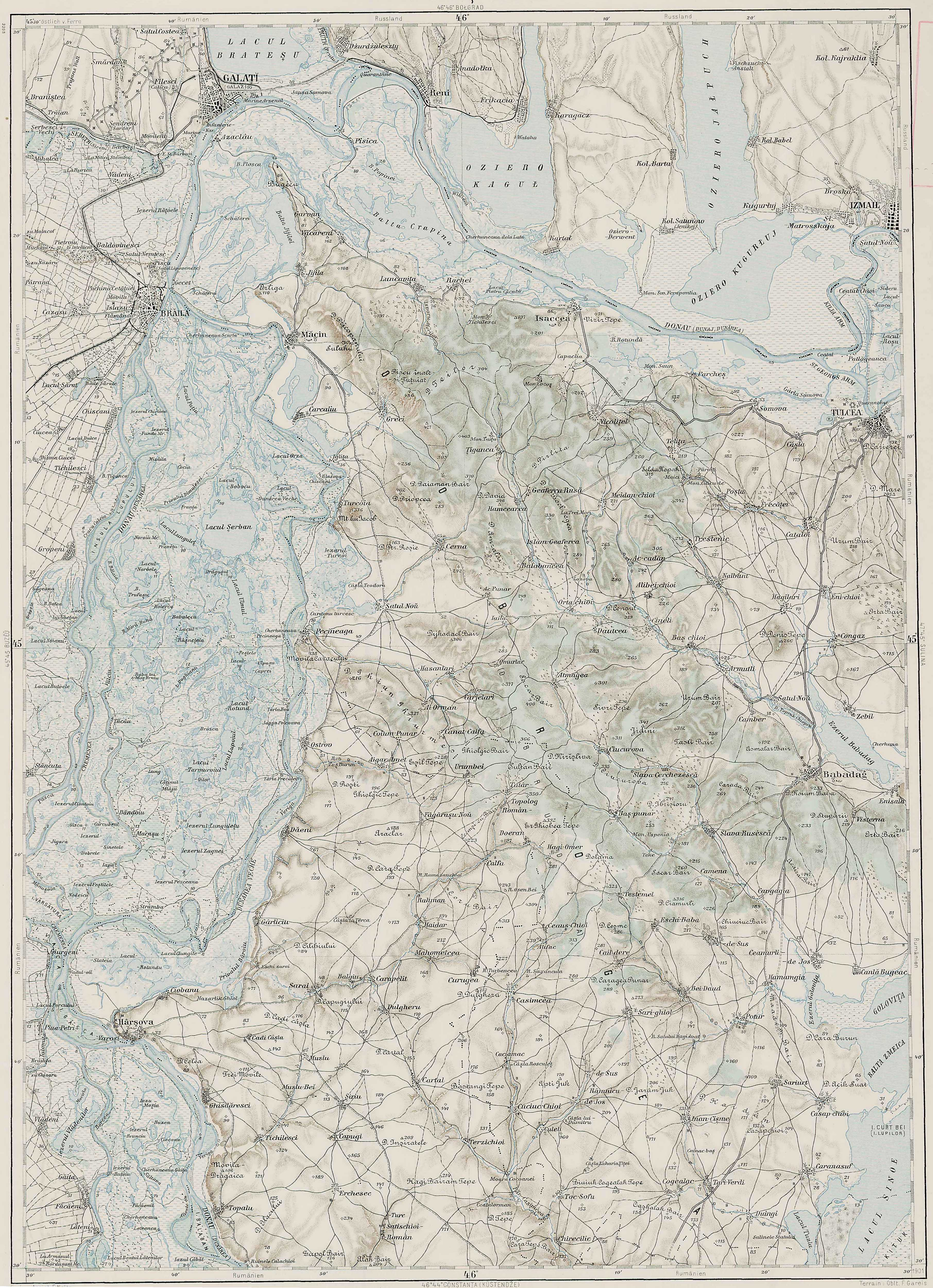
Hartă topografică din 1901
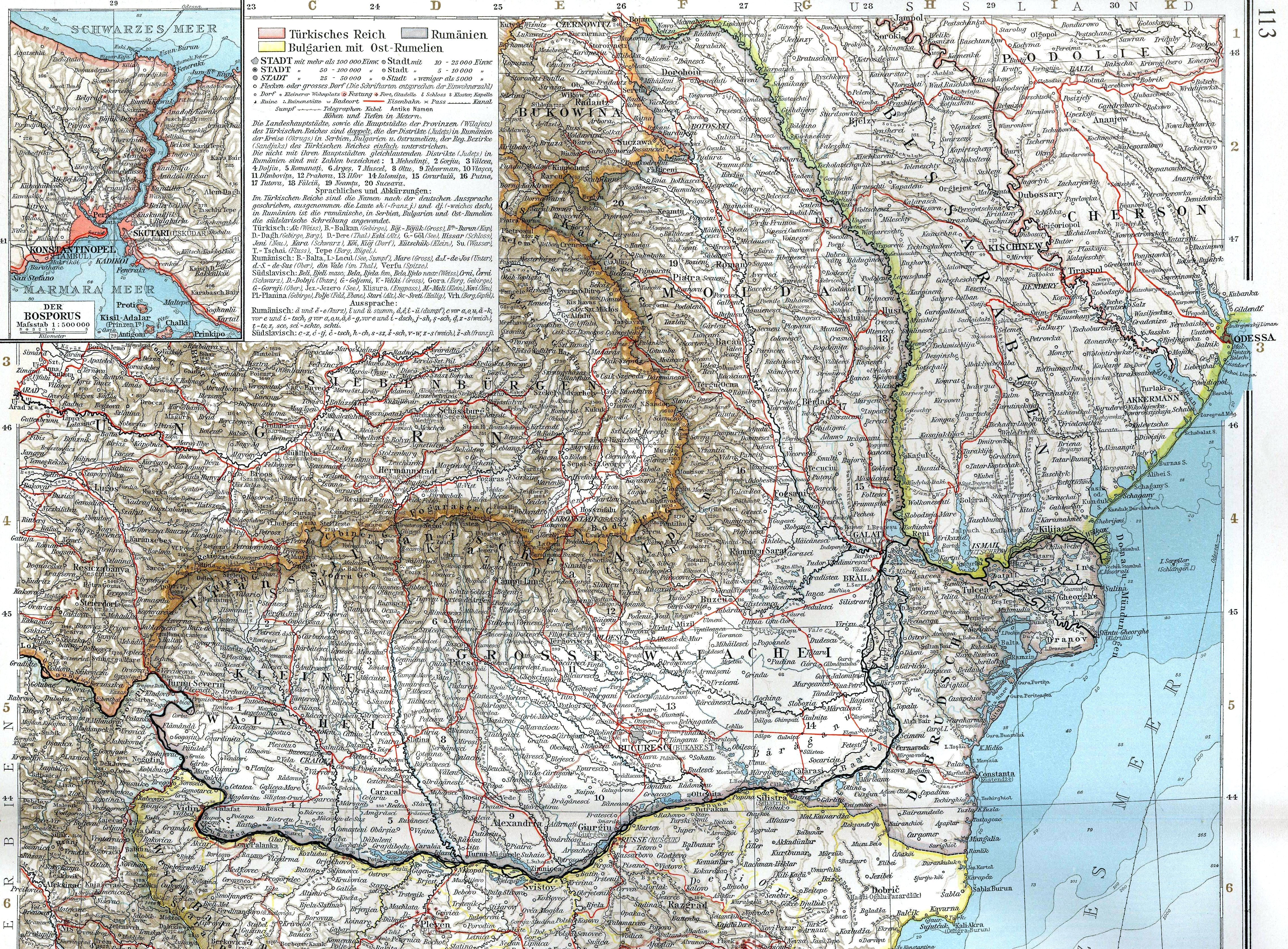
Harta generală a României din 1901
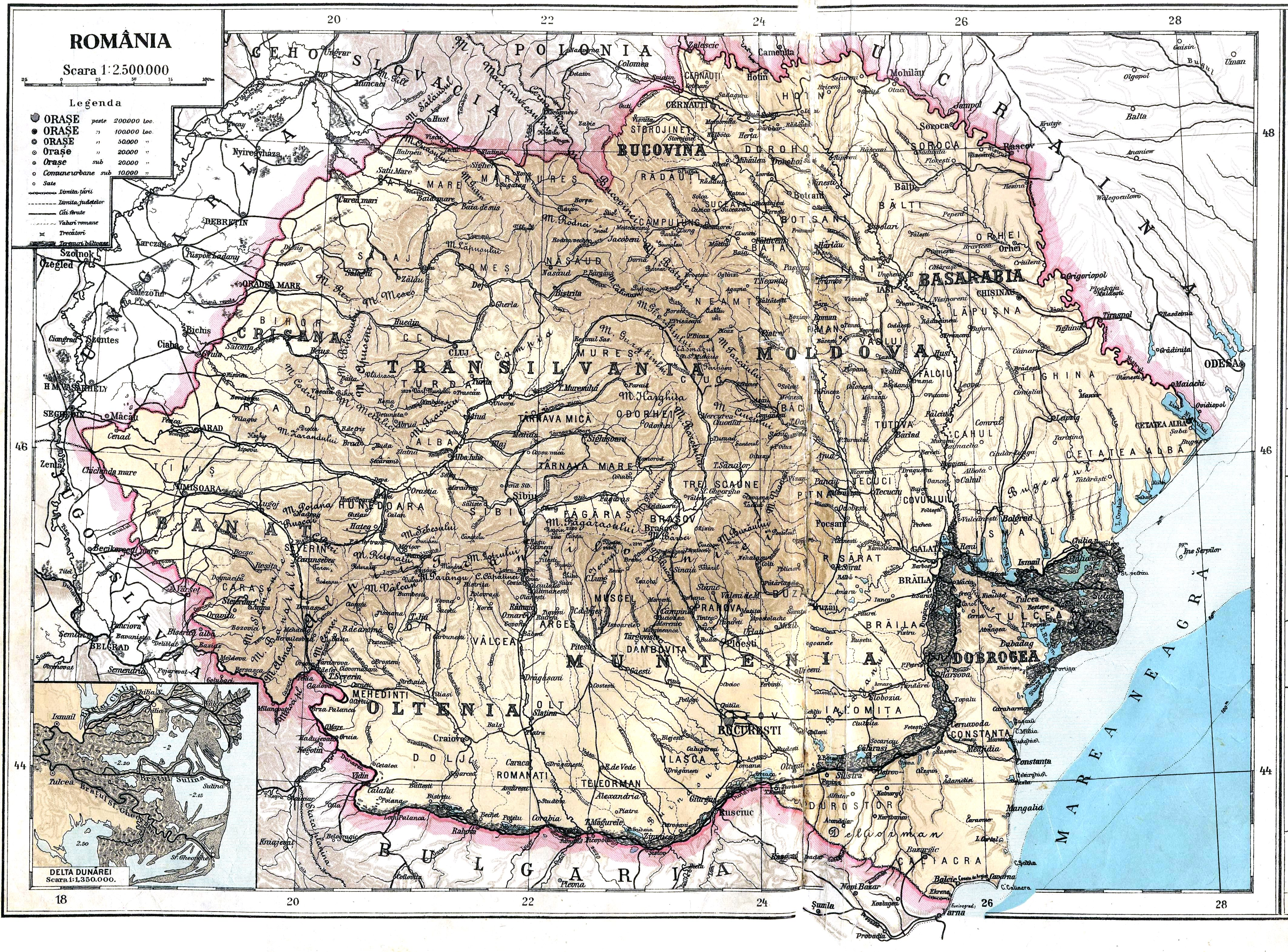
Harta României Mari din 1933